# Haver
Haver (Avena sativa) is een eenjarige plant uit de grassenfamilie (Poaceae). Troshaver is een oude variëteit met een compacte bloeiwijze. Haver is een graansoort, die reeds sinds 7000 v.Chr. geteeld wordt. Haver komt oorspronkelijk uit Zuidoost-Europa en Zuidwest-Azië en is ontstaan uit de wilde haver (Avena sterilis).
De plant wordt ongeveer 1,2 m hoog. Het 5 mm brede tongetje (ligula) is getand. De plant bloeit in juni en de bloeiwijze is een pluim. De aartjes bestaan uit twee bloemen, die zichzelf bestuiven. De kroonkafjes zijn ongenaald of zoals bij naakte haver onvolledig genaald. De vruchten zijn rijp in augustus.
Tot in de late middeleeuwen was haver in Nederland op de zandgronden een belangrijk gewas. In Nederland wordt ongeveer 1750 hectare (2014) haver per jaar verbouwd met een opbrengst van 6100 kg per ha. Vroeger werd er naast de witte ook gele en zwarte haver geteeld.
Er zijn ook rassen met bloot liggende zaden, die vooral in Engeland geteeld worden. Bij naakte haver blijven bij de rijpe korrels de kafjes niet om de korrel zitten wat bij gewone haver wel het geval is.
Haver werd vroeger geteeld voor zowel menselijke consumptie (haverkoeken, haverbrij en haversoep) als voor veevoer. Ook was haver het belangrijkste graan voor de bierbrouwerij. Pas later is de haver in de bierbrouwerij verdrongen door brouwgerst. Haver wordt gebruikt als paardenvoer en voor de productie van havervlokken, havermeel en havermout. Havermout wordt gebruikt in ontbijtgranen, pap, brood en gebak.

## Inhoudsstoffen
Haver wordt in veel kleinere hoeveelheden geproduceerd dan de hoofdgraansoorten rijst, maïs, tarwe en gerst. Haver onderscheidt zich echter qua chemische samenstelling, met een hoog gehalte aan proteïnen rijk aan essentiële aminozuren, een hoog gehalte onverzadigde vetzuren, en de aanwezigheid van bètaglucanen, waarvan is aangetoond dat ze bepaalde kwalen die veroorzaakt worden door de moderne beschaving, helpen voorkomen.
Energetisch is haver als volgt samengesteld:
- 63% koolhydraten
- 12% eiwit
- 5% vet

Daarnaast bevat haver saponinen, kiezelzuur, kobalt, magnesium, ijzer, de vitaminen K, E, B1, B2, B6 en carotenen.
Wagenings onderzoek bij een reeks haverrassen laat zien dat haver volledig vrij is van gluten. In geen van de haversoorten komen de peptiden voor die wel aanwezig zijn in tarwe, rogge of gerst en waarvan bekend is dat ze een reactie veroorzaken in mensen met coeliakie. Wel kunnen veel haverproducten tijdens de productie besmet worden met tarwe of andere glutenhoudende granen, waardoor het gebruik ervan vaak afgeraden wordt voor mensen met glutenintolerantie. In de laatste jaren is er gegarandeerd glutenvrije haver in de handel, die dus wél geschikt is voor deze mensen.
Hoewel haver dus geen gluten bevat, bevat het echter wel andere eiwitten uit de familie van de prolamines, namelijk avenine, die ook bij sommige coeliakiepatiënten een reactie kunnen veroorzaken.

## Teelt
De teelt in Nederland vindt voornamelijk plaats op zand- en dalgrond. Haver kan vanaf half februari tot de tweede week van april gezaaid worden met een rijafstand van 22–25 cm. De oogst op zandgrond valt vanaf 20 juli tot 20 augustus en op kleigrond vanaf begin augustus tot 25 augustus.

## Economisch belang
De EU-jaarproductie in 2018 bedroeg 7.737.000 ton, waarvan 18.000 ton in België en 7.000 ton in Nederland. Begin 2019 lag de prijs van voederhaver te Antwerpen op 204 euro per ton.
De gemiddelde wereldjaarproductie in 1990-1991 bedroeg 38.676.500 ton, met als grootste producenten (in dalende volgorde) de Sovjet-Unie, de Verenigde Staten en Canada. Het overgrote deel wordt gebruikt als veevoeder, al is er een stijgende belangstelling voor menselijke consumptie omwille van de voordelen voor de gezondheid, en in sommige delen van de wereld worden havervelden als graasland gebruikt.
Ongeveer 4% van de wereldproductie wordt internationaal verhandeld. In de hogergenoemde periode 1990-1991 was het totale internationale handelsvolume 1.544.000 ton, met als grootste uitvoerders Canada, Finland en Zweden; en als grootste invoerders de Verenigde Staten, Japan en Zwitserland. De Europese Unie was toen nog een netto invoerder. In het marktjaar 2019/2020 (juli tot juni) was de inmiddels uitgebreide Unie een netto-uitvoerder met 214.213 ton externe uitvoer en 31.686 ton invoer van buitenaf.

## Ziekten
Haver kan aangetast worden door de schimmelziekten kroonroest (Puccinia coronata f. avenae), meeldauw (Erysiphe graminis f. avenae), stuifbrand (Ustilago avenae) en strepenziekte (Drechslera avenae). Rode bladeren worden door het gerstevergelingsvirus veroorzaakt. Verder kan haver aangetast worden door het havercysteaaltje (Heterodera avenae) als de vruchtwisseling samen met zomergerst niet ruim genoeg is.

## Producten in de kleinhandel
Haver wordt voor menselijk gebruik verkocht in de volgende zuivere vormen:
- volle haver, in het omhulsel van de vrucht, wordt verkocht in zaadhandels en op boerderijen;
- grutten;
- gehakte haver, ook wel Iers havermeel genoemd, bestaat uit grutten die in kleine stukjes gehakt zijn;
- havervlokken zijn gepelde en geplette haverkorrels
- havermout bestaat uit grutten die een stoombehandeling hebben ondergaan en vervolgens zijn platgewalst;
- snelkookhavermout is voor het pletten in kleinere stukken gesneden;
- instanthavermout is al voorgekookt;
- haverbloem.

Daarnaast wordt een ruim assortiment aan afgeleide producten verkocht, zoals brood, diverse koeken en havermelk.

## Fotogalerij

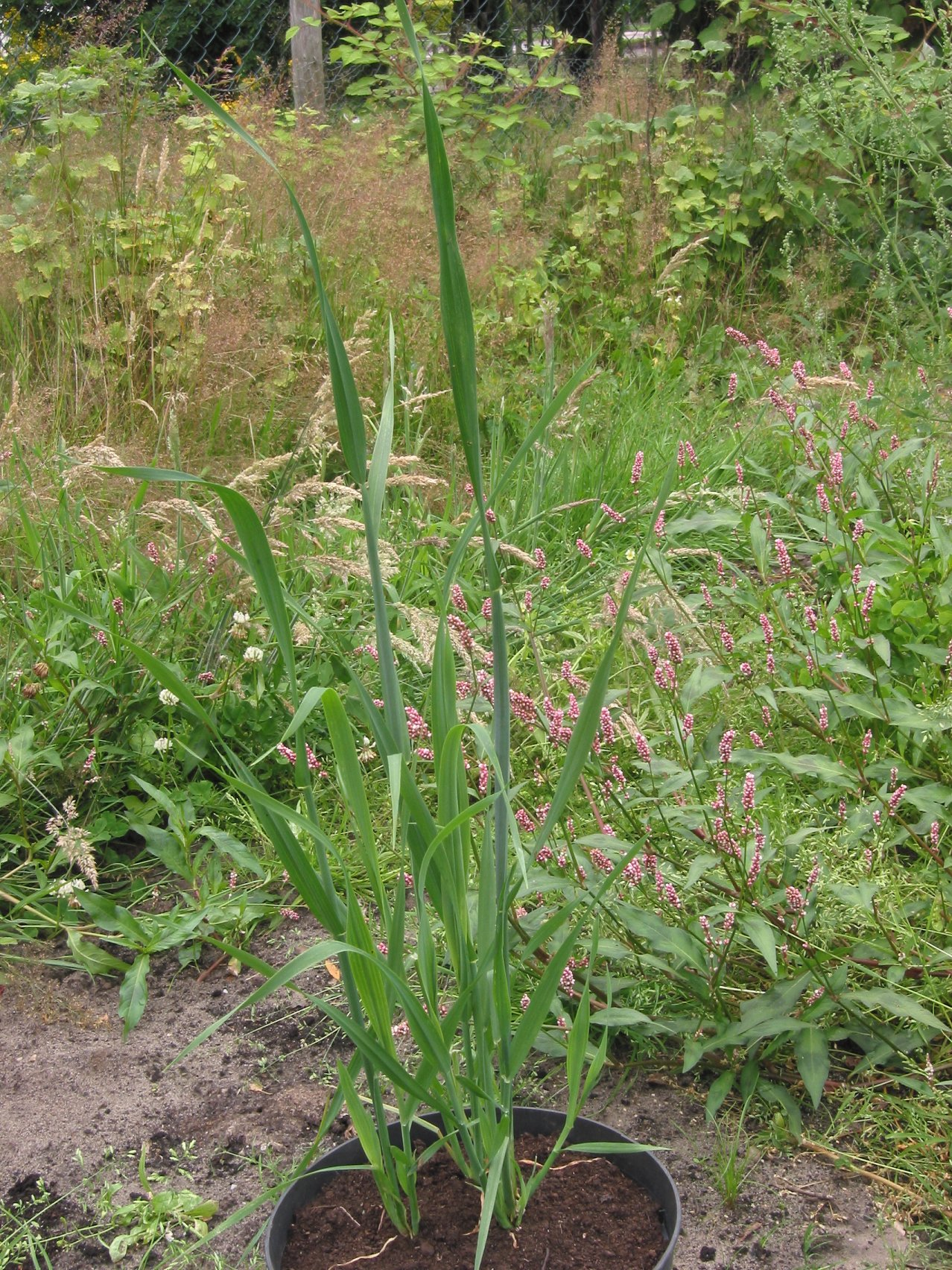
haverplant
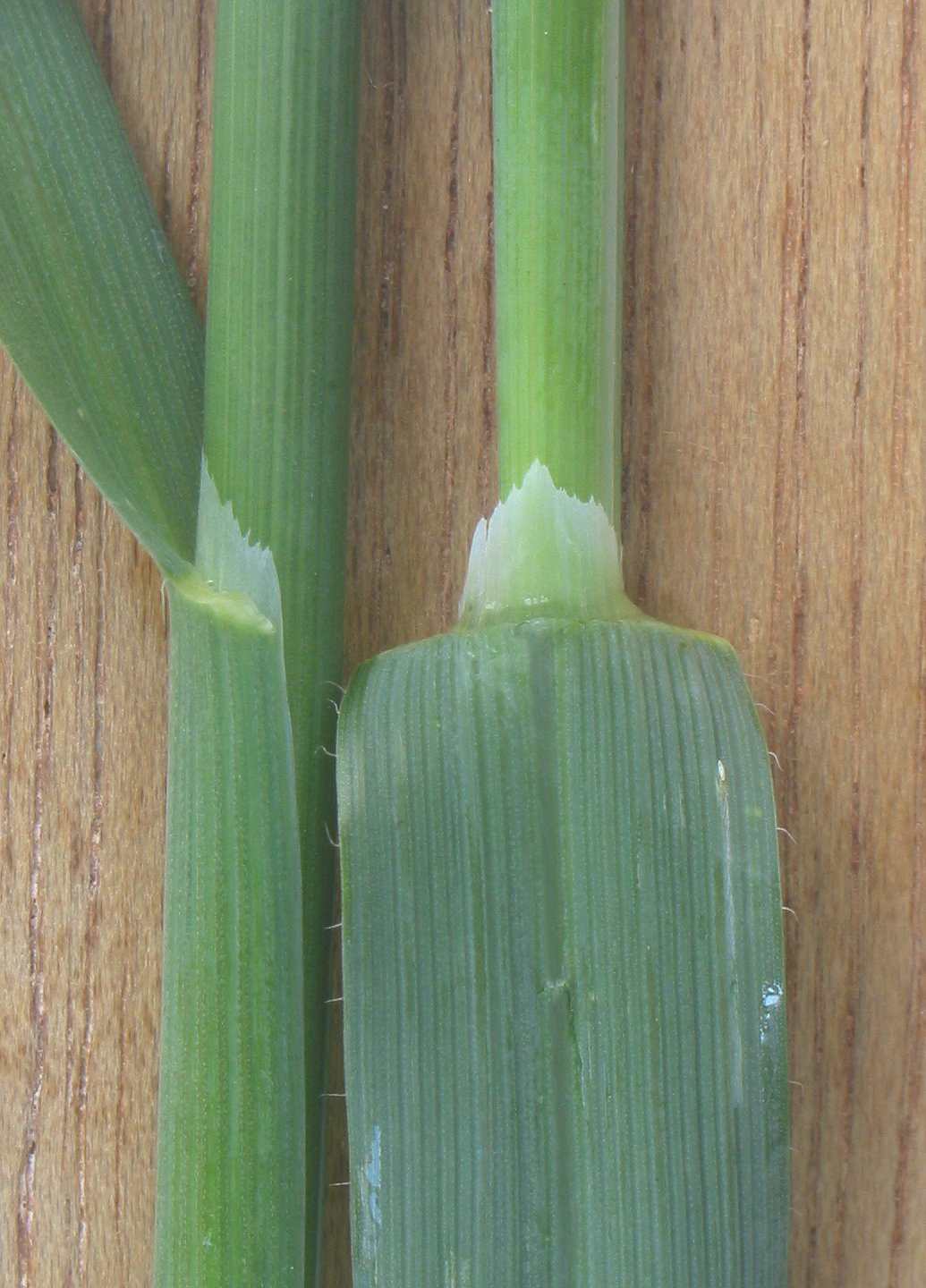
tongetje
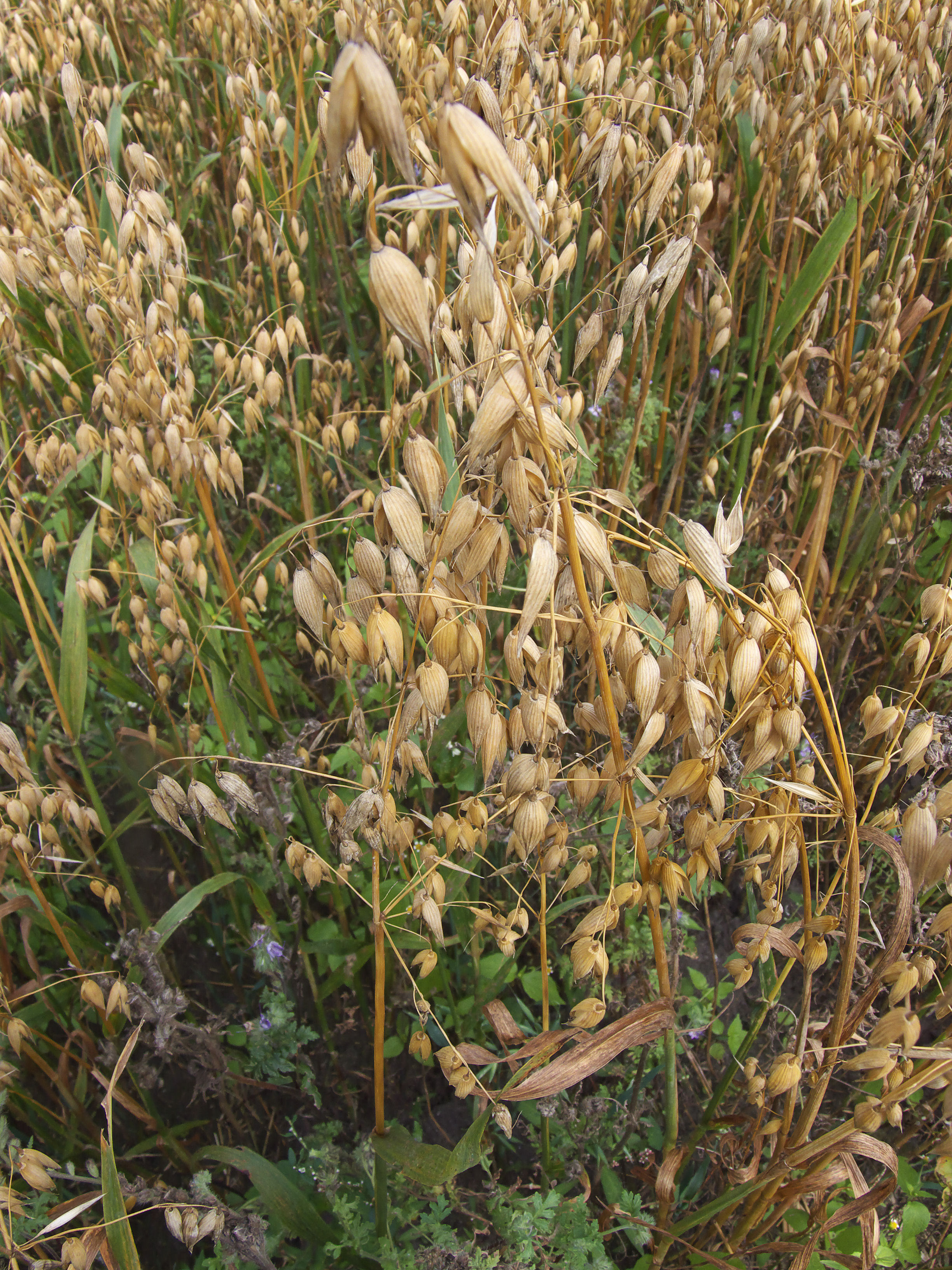
Oogstrijpe haver
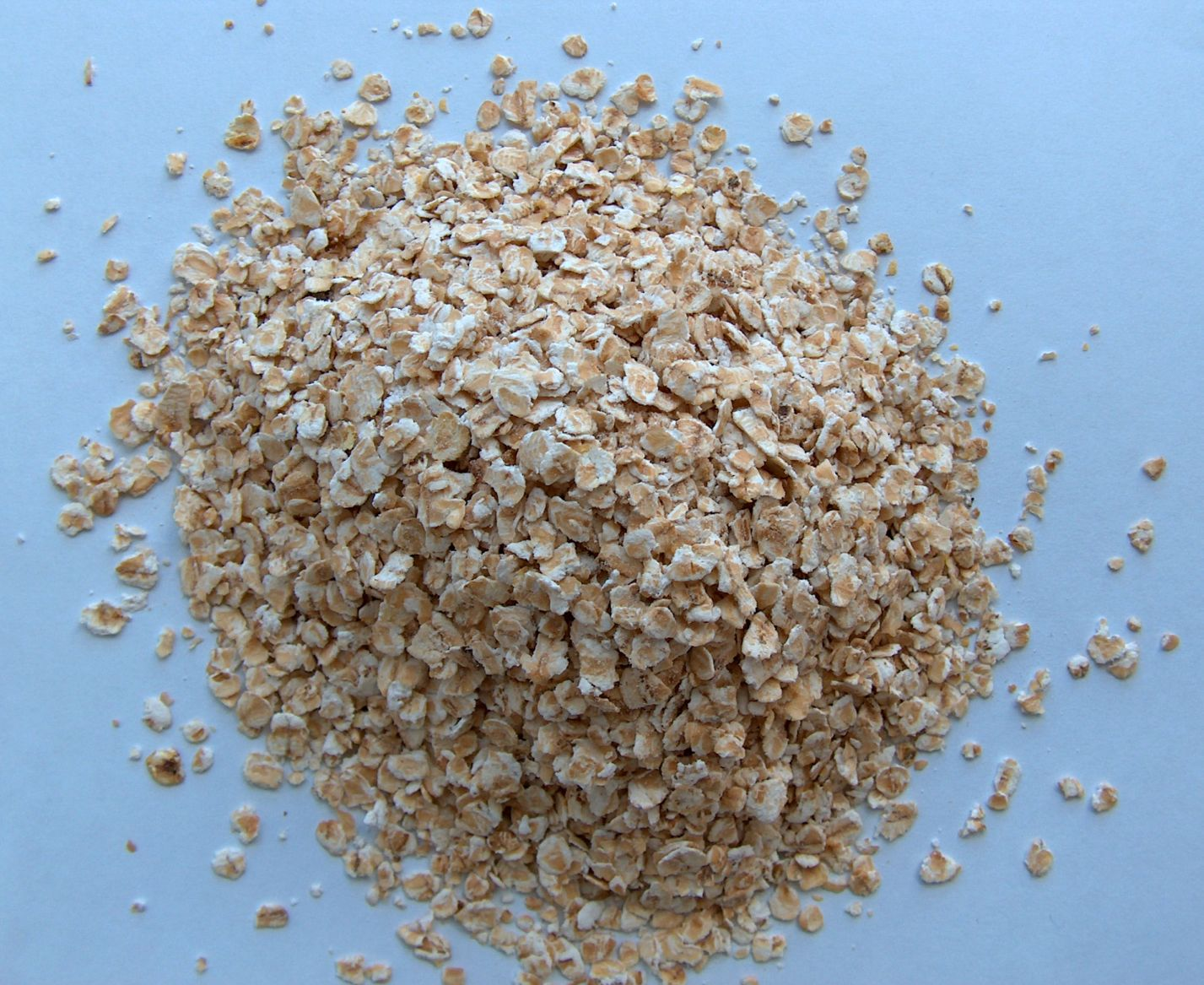
Havervlokken
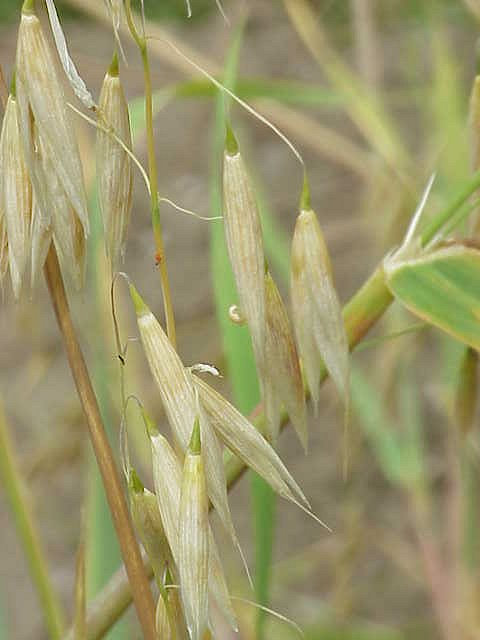
Naakte haver
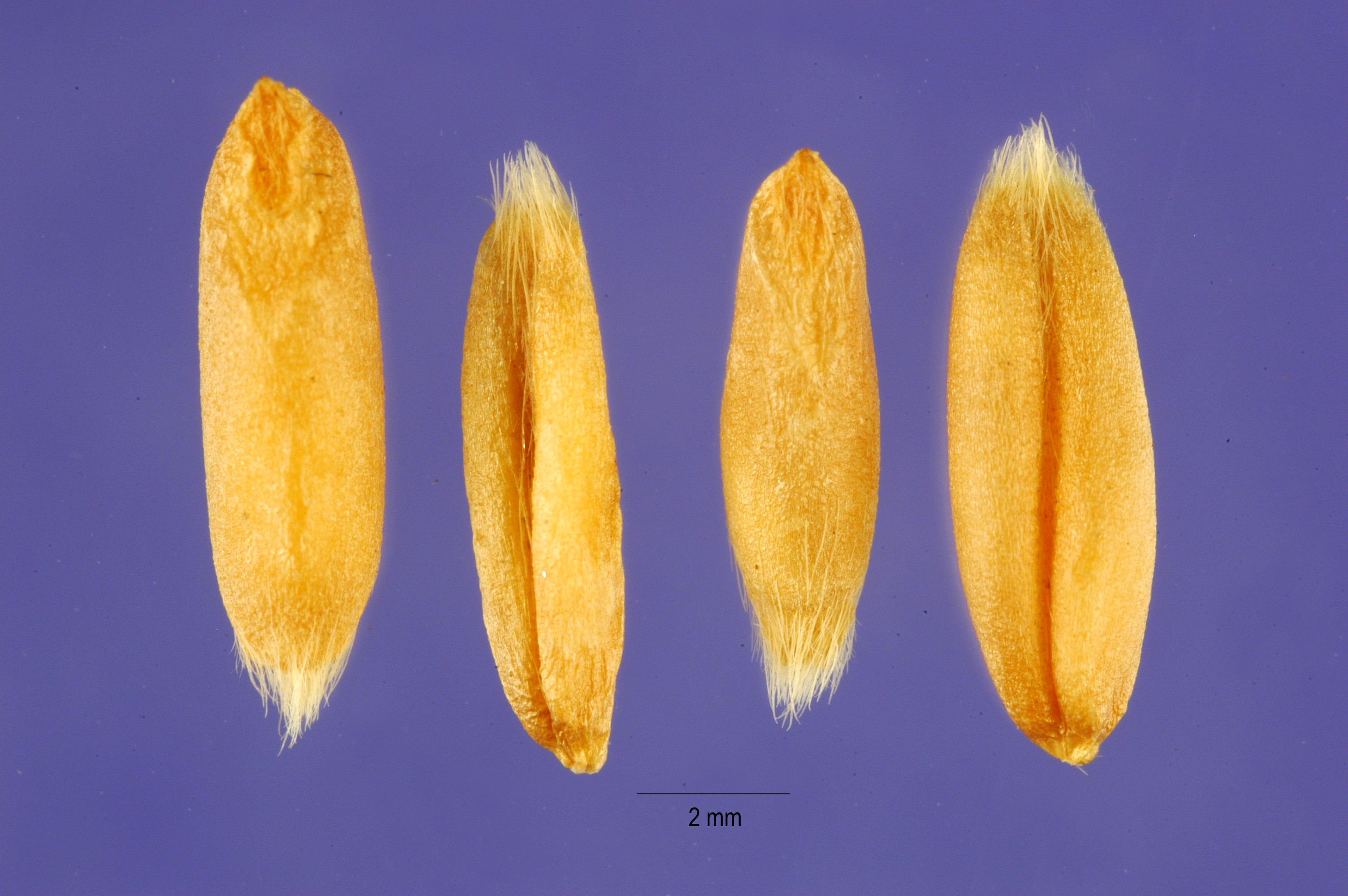
Naakte haver graankorrels
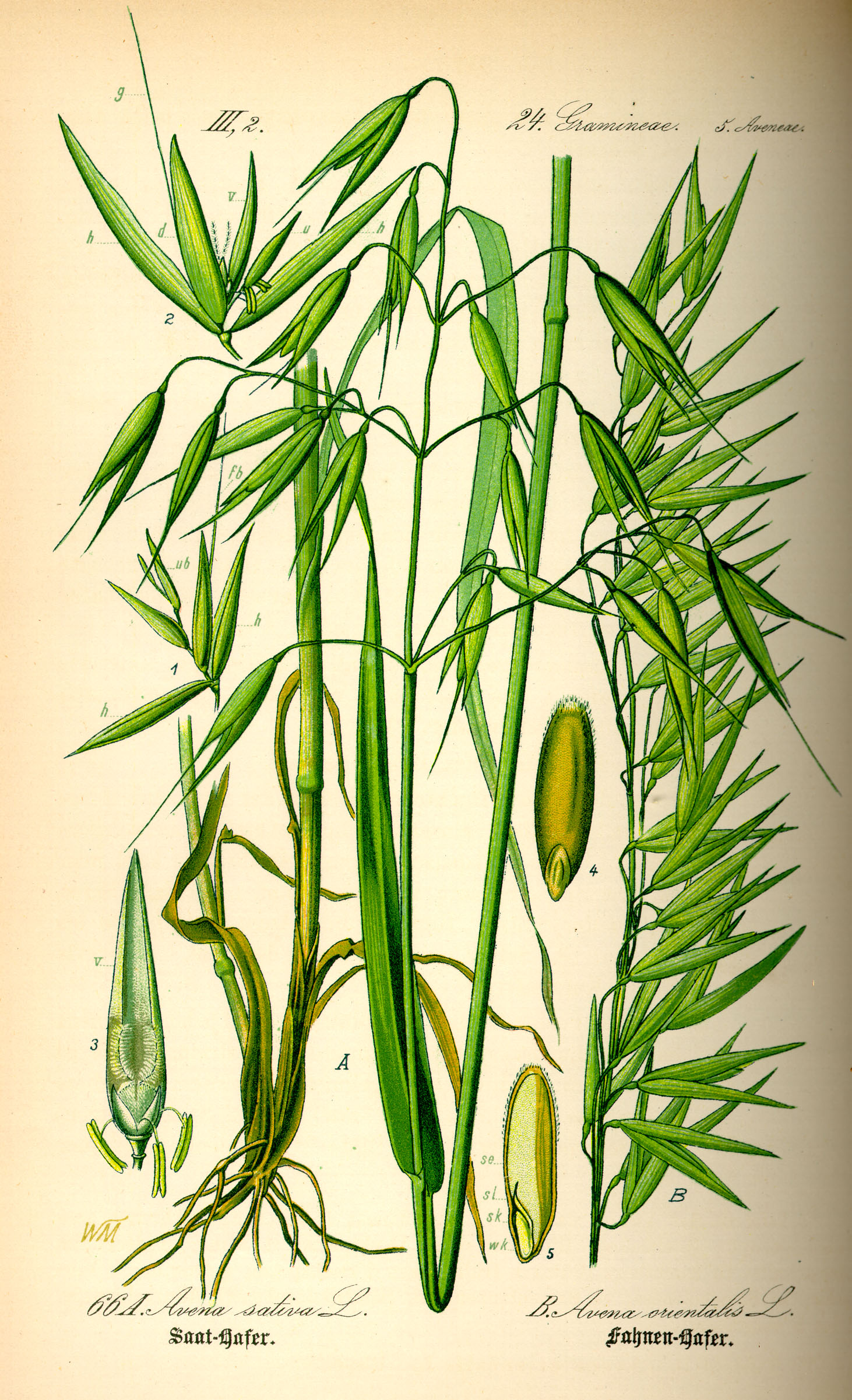
Gewone haver en troshaver (rechts)
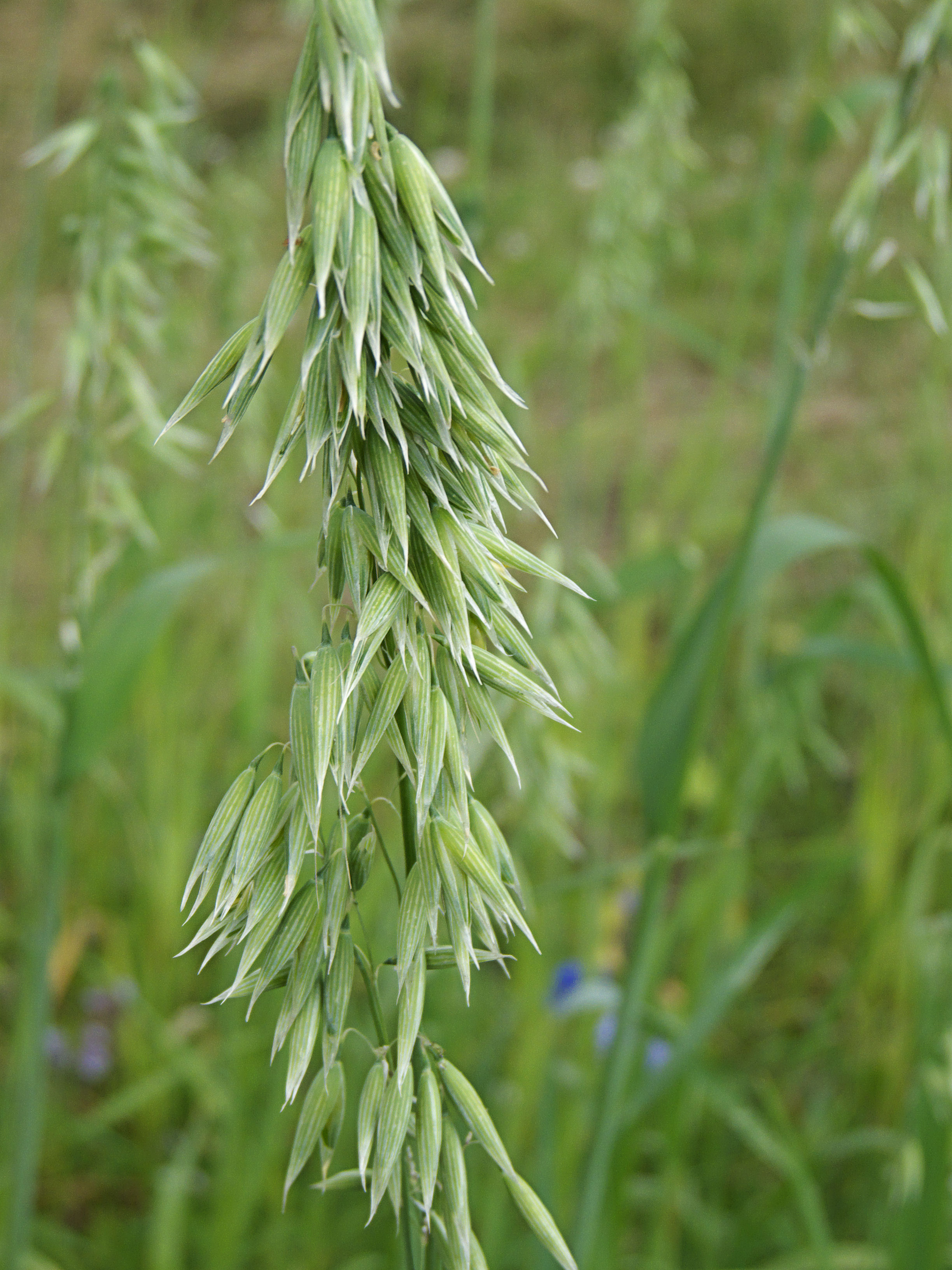
Troshaver
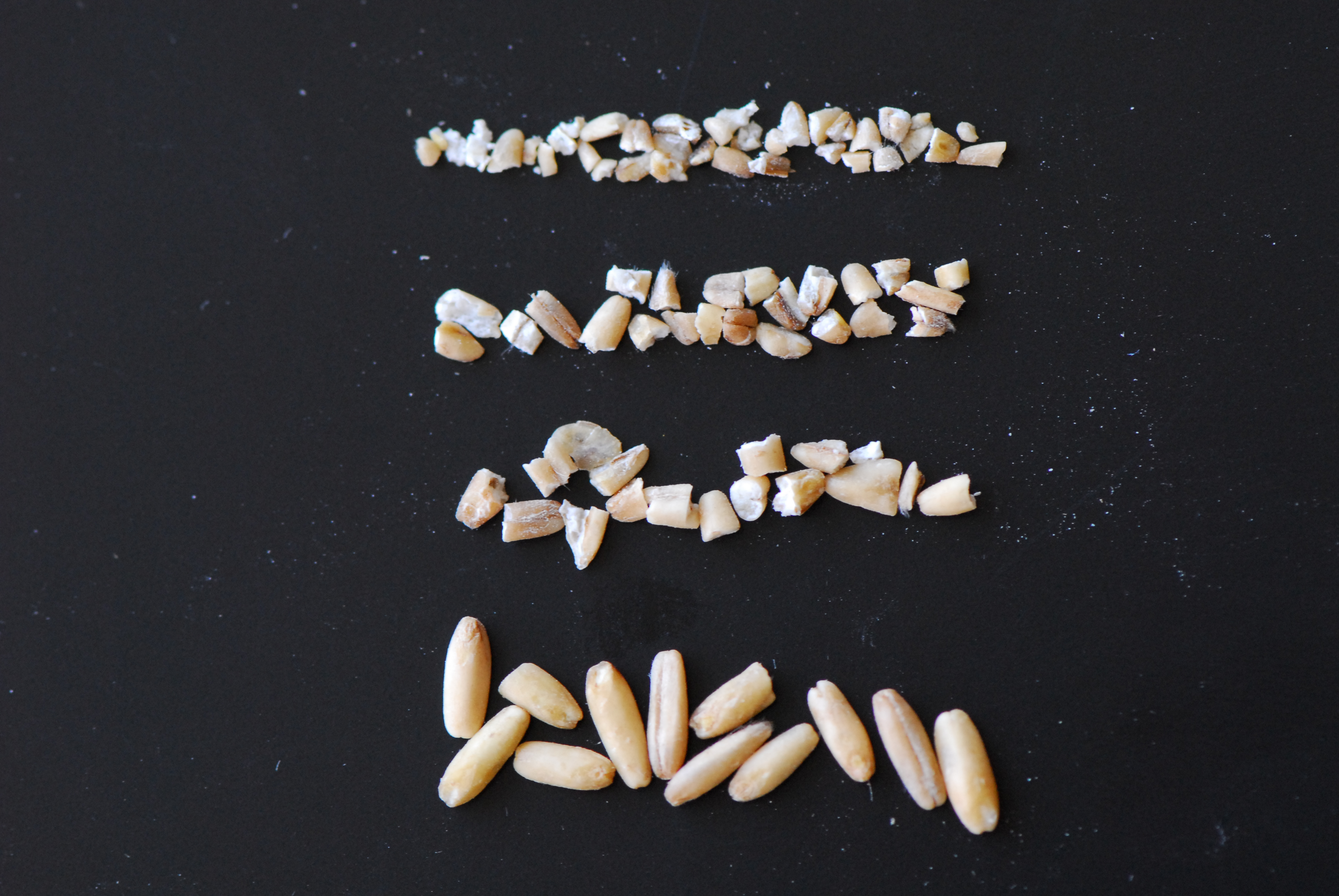
Havergrutten en gepelde haver (onder)
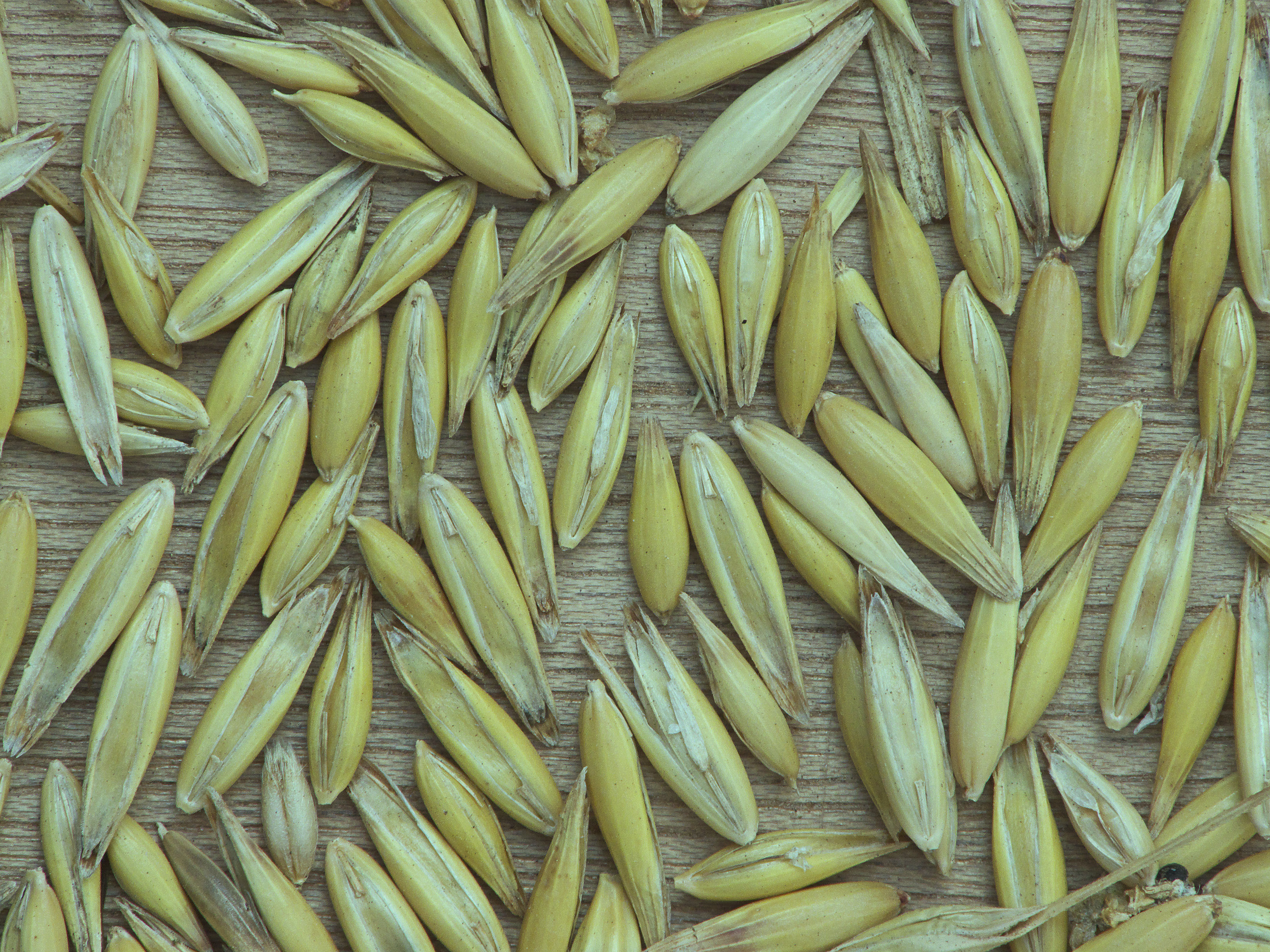
Aaltertroshaver
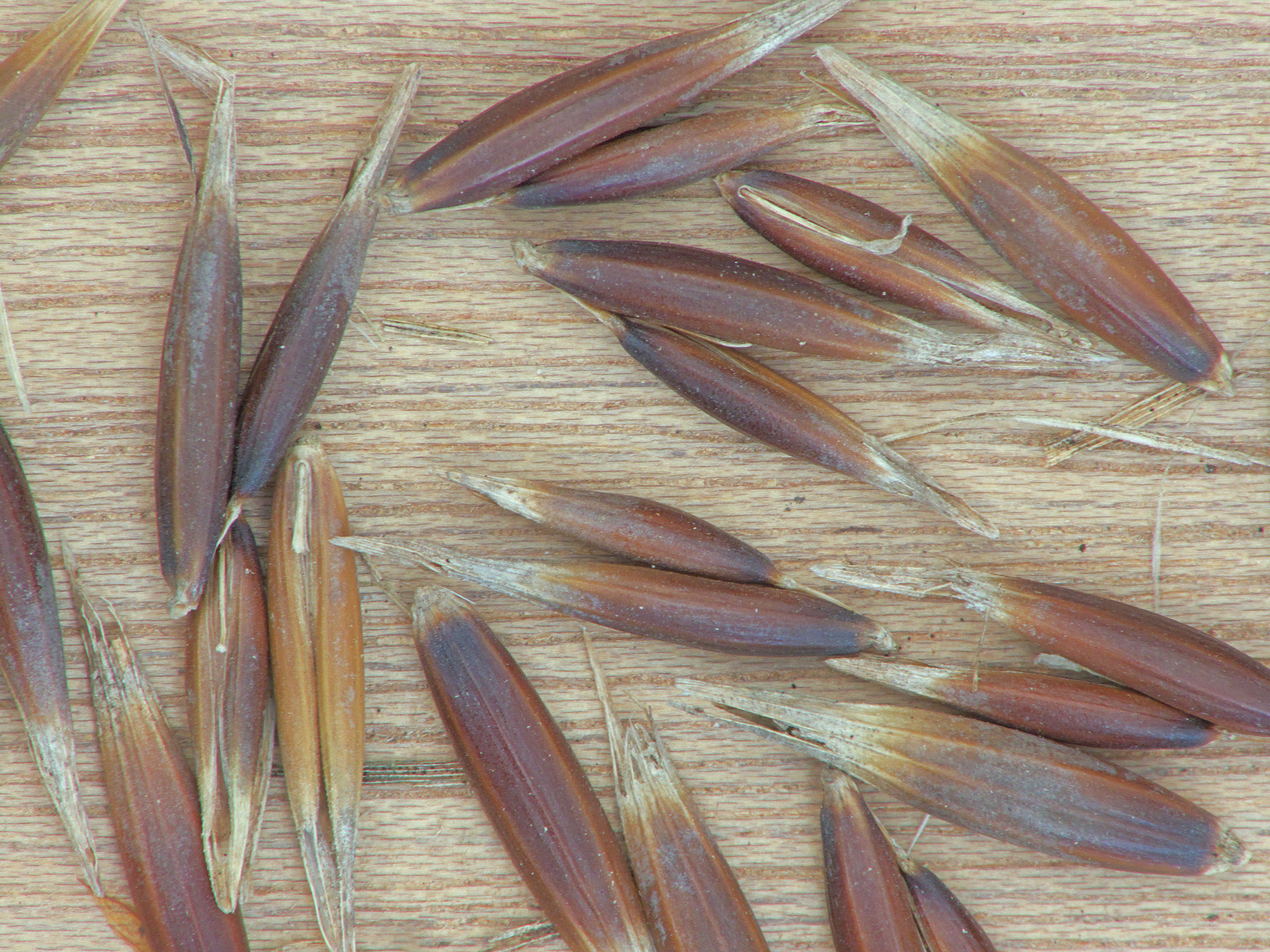
Zwarte haver
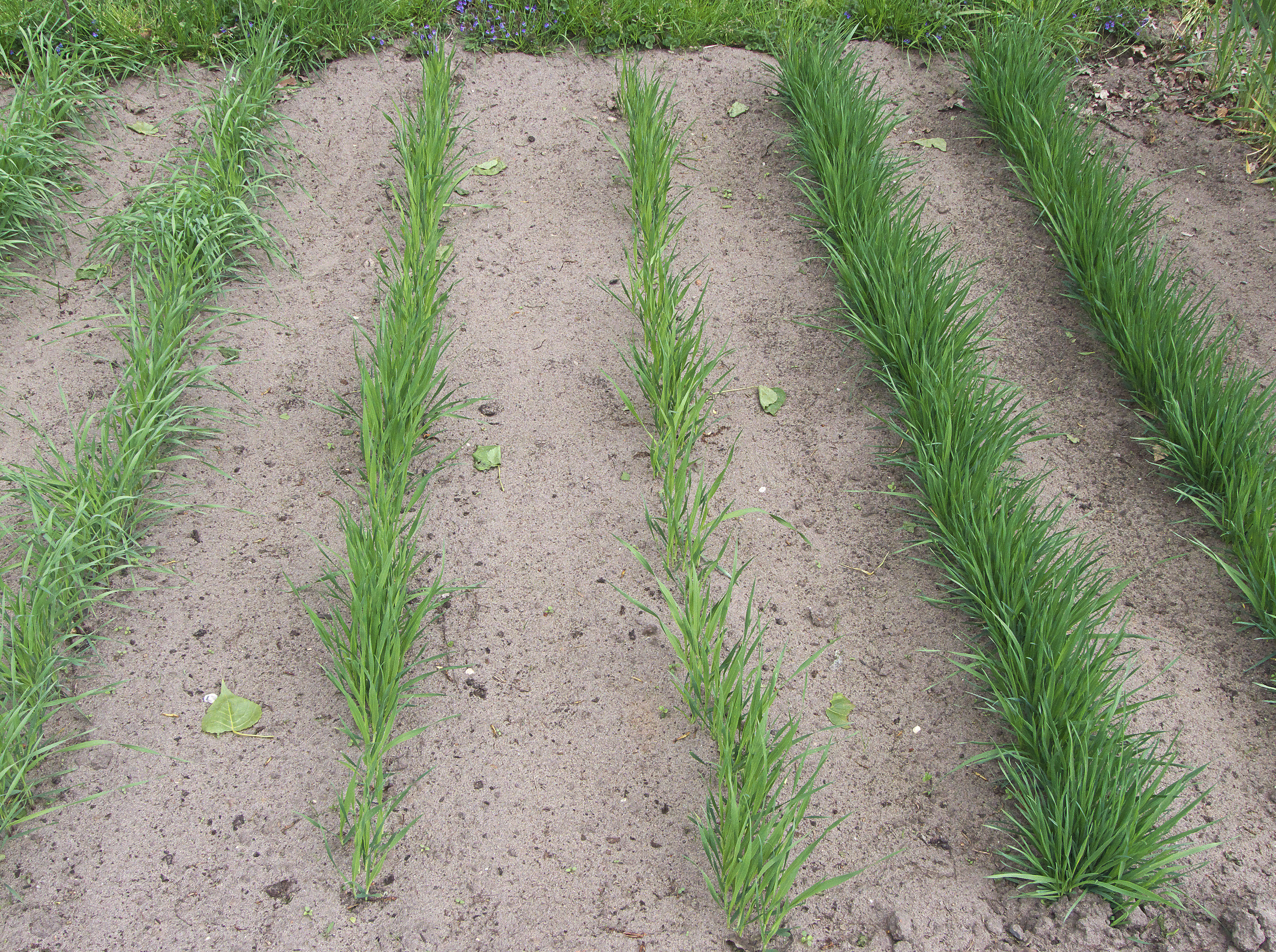
Bruinkafzomeremmertarwe (links), aaltertroshaver (midden) en zwarte haver (rechts)